# Deerlijk
Deerlijk (vls. Deirlyk) – miejscowość i gmina (gemeente) w Belgii, w Regionie Flamandzkim, w prowincji Flandria Zachodnia, w okręgu Kortrijk. 1 stycznia 2024 liczyła 12 670 mieszkańców.

## Podział administracyjny
W skład gminy nie wchodzi żadna dzielnica (deelgemeente).

## Współpraca
Miejscowość partnerska:
- Neunkirchen am Brand, Niemcy